# Hervé Moreau
Hervé Moreau (Saint-Mandé, 1977) è un ex ballerino e coreografo francese, Danseur Étoile del Balletto dell'Opéra di Parigi dal 2006 al 2018.

## Biografia
Harvé Moreau è cresciuto a Bordeaux e ha cominciato a studiare danza all'età di cinque anni nel 1982; sette anni più tardi è stato ammesso alla scuola di danza dell'Opéra di Parigi e nel 1995 è entrato nel corps de ballet del balletto dell'Opéra di Parigi. Qui la sua carriera è stata rapida: nel 2001 è stato promosso a solista, nel 2002 a primo ballerino e nel 2006 a danseur étoile dopo una rappresentazione di La Bayadère.
Nel corso della sua carriera ha danzato tutti i maggiori ruoli maschili del repertorio, tra cui Siegfried ne Il lago dei cigni, il principe ne La bella addormentata, Bernard in Rajmonda, Lisandro in Sogno di una notte di mezza estate, Febo in Notre Dame de Paris, Spada in Don Chisciotte, Apollo nell'Apollon musagète, Aminta in Sylvia, Smeraldo in Jewels, Onegin in Onegin e Romeo in Romeo e Giulietta. Nel 2007 ha vinto il Prix Benois de la Danse per La Dame aux Camélias e nel 2018 ha dato il suo addio alle scene.